# María (esposa de Iván Vladislav)
María (en búlgaro: Мария) fue la esposa del zar Iván Vladislav de Bulgaria. Fue la última emperatriz consorte (zarina) del Primer Imperio búlgaro.

## Biografía
Sus antecedentes son desconocidos. Se cree que María se casó con Iván Vladislav a finales del siglo X. Su marido era el hijo de Aarón Cometopulo, quien era el hermano del emperador Samuel de Bulgaria. En 987 Samuel ordenó que su hermano fuera ejecutado por traición junto con toda su familia. El único sobreviviente de la masacre fue Iván Vladislav, que fue salvado por la intercesión de su primo, el hijo de Samuel, Gabriel Radomir.
El emperador Samuel murió en 1014 y el trono búlgaro fue heredado por Gabriel. Sin embargo, en 1015, Iván Vladislav asesinó a su salvador en una cacería cerca de Ostrovo y se apoderó del trono.
El esposo de María siguió la decidida política de sus predecesores para resistir la conquista bizantina de Bulgaria, pero fue asesinado ante los muros de Dirraquio en el invierno de 1018. Después de su muerte la emperatriz viuda, María, y gran parte de la nobleza búlgara y la corte se sometieron ante el avance de Basilio II a cambio de garantías para la preservación de sus vidas, estatus y propiedades. María y sus hijos fueron enviados a Constantinopla, donde se le concedió el título zoste patricia (dama de compañía de la emperatriz). Su familia se integró en la corte bizantina y la aristocracia provincial.
En 1029, María y su hijo Presian participaron en un complot contra el emperador Romano III Argiro que acabó siendo descubierto. Presian fue cegado y María exiliada a un monasterio en Asia Menor.

## Descendencia
María e Iván Vladislav tuvieron varios hijos, incluyendo:
- Presian, que fue brevemente emperador de Bulgaria en 1018.
- Aarón, general bizantino.
- Alusian, que también fue brevemente emperador de Bulgaria en 1041.
- Trajano, padre de María de Bulgaria, que se casó con Andrónico Ducas.
- Catalina, que se casó con el futuro emperador Isaac I Comneno.